# Filip Eidsheim
Filip Eidsheim (* 16. Februar 1990) ist ein ehemaliger norwegischer Radrennfahrer.

## Sportlicher Werdegang
Filip Eidsheim wurde 2008 auf der Bahn norwegischer Meister in der Einerverfolgung der Junioren. Auf der Straße gewann er 2008 eine Etappe bei den Østfold 3-dagers, wo er auch die Gesamtwertung für sich entschied. In der Saison 2009 war er bei einem Teilstück des Norsk Sykle Festival erfolgreich und er gewann eine Etappe sowie die Gesamtwertung beim Festningsrittet. Außerdem gewann er den ersten Abschnitt beim Kalas Cup. 
Von 2010 bis 2013 fuhr Eidsheim für das norwegische UCI Continental Team Sparebanken Vest-Ridley. In seinem ersten Jahr dort gewann er eine Etappe bei der Tour des Pyrénées. Auch in den folgenden Jahren erzielte er wiederholt Top-10-Platzierungen für das Team. 2014 wechselte er zum Team FixIT.no. Dort wurde er 2014 norwegischer Vizemeister im Straßenrennen. 2015 konnte er bei der Marokko-Rundfahrt die letzten beiden Erfolge seiner Karriere erringen. 
Nach der Saison 2015 beendete Eidsheim im Alter von 25 Jahren seine internationale Karriere als Radrennfahrer.

## Erfolge
2008
- Norwegischer Meister – Einerverfolgung (Junioren)

2010
- eine Etappe Tour des Pyrénées

2015
- zwei Etappen Tour du Maroc